# Gran Premio motociclistico degli Stati Uniti d'America 2012
Il Gran Premio motociclistico degli Stati Uniti 2012 è stato il decimo Gran Premio della stagione 2012, riservato unicamente alla classe MotoGP. La gara si è disputata il 29 luglio 2012 sul circuito di Laguna Seca. Il vincitore della corsa è stato Casey Stoner su Honda, davanti a Jorge Lorenzo su Yamaha e al compagno di squadra Daniel Pedrosa.

## MotoGP

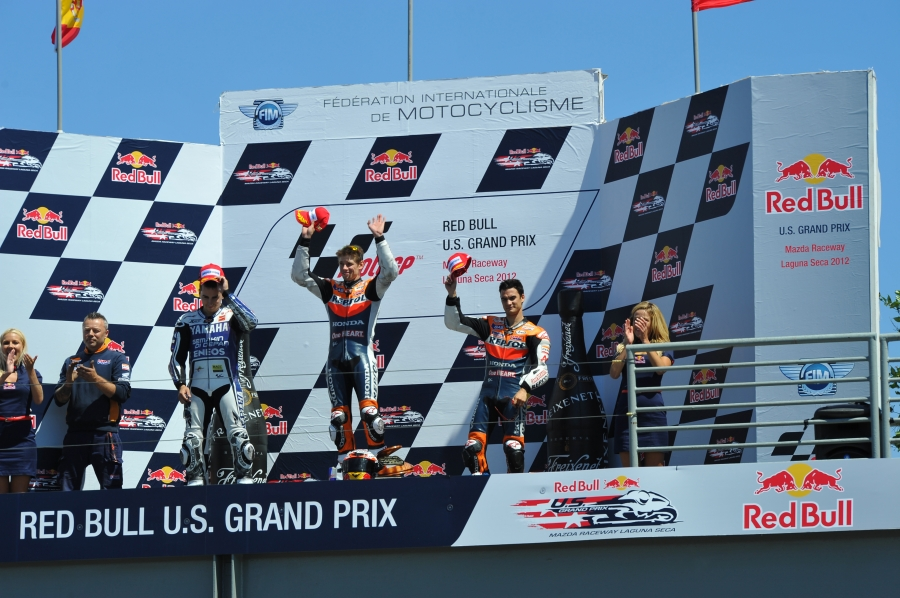
Lorenzo, Stoner e Pedrosa, festeggiano sul podio dopo aver concluso la gara in seconda, prima e terza posizione

Toni Elías, che aveva corso la prima parte di stagione in Moto2 con il team Aspar e si era separato dalla squadra dopo il GP d'Italia, viene chiamato dal team Pramac Racing a sostituire Héctor Barberá, infortunatosi in una sessione di allenamento. In questo Gran Premio è anche presente una wild card, lo statunitense Steve Rapp, impegnato nello stesso weekend nell'AMA Superbike; la sua motocicletta, allestita per il regolamento CRT, è dotata di un telaio preparato in proprio dal team Attack Performance e di un motore di derivazione Kawasaki ZX-10R.

### Arrivati al traguardo
| Pos. | Nº | Pilota           | Squadra                   | Motocicletta       | Giri | Tempo     | Griglia | Punti |
| ---- | -- | ---------------- | ------------------------- | ------------------ | ---- | --------- | ------- | ----- |
| 1º   | 1  | Casey Stoner     | Repsol Honda              | Honda RC213V       | 32   | 43:45.961 | 2       | 25    |
| 2º   | 99 | Jorge Lorenzo    | Yamaha Factory Racing     | Yamaha YZR-M1      | 32   | +3.429    | 1       | 20    |
| 3º   | 26 | Daniel Pedrosa   | Repsol Honda              | Honda RC213V       | 32   | +7.633    | 3       | 16    |
| 4º   | 4  | Andrea Dovizioso | Monster Yamaha Tech 3     | Yamaha YZR-M1      | 32   | +18.602   | 6       | 13    |
| 5º   | 35 | Cal Crutchlow    | Monster Yamaha Tech 3     | Yamaha YZR-M1      | 32   | +18.779   | 5       | 11    |
| 6º   | 69 | Nicky Hayden     | Ducati Team               | Ducati Desmosedici | 32   | +26.902   | 8       | 10    |
| 7º   | 6  | Stefan Bradl     | LCR Honda                 | Honda RC213V       | 32   | +28.393   | 9       | 9     |
| 8º   | 19 | Álvaro Bautista  | San Carlo Honda Gresini   | Honda RC213V       | 32   | +50.246   | 7       | 8     |
| 9º   | 41 | Aleix Espargaró  | Power Electronics Aspar   | ART                | 32   | +1:18.993 | 12      | 7     |
| 10º  | 17 | Karel Abraham    | Cardion AB Motoracing     | Ducati Desmosedici | 32   | +1:22.076 | 14      | 6     |
| 11º  | 14 | Randy de Puniet  | Power Electronics Aspar   | ART                | 31   | +1 giro   | 11      | 5     |
| 12º  | 68 | Yonny Hernández  | Avintia Blusens           | BQR                | 31   | +1 giro   | 15      | 4     |
| 13º  | 5  | Colin Edwards    | NGM Mobile Forward Racing | Suter              | 31   | +1 giro   | 13      | 3     |
| 14º  | 22 | Iván Silva       | Avintia Blusens           | BQR                | 31   | +1 giro   | 20      | 2     |

### Ritirati
| Nº | Pilota          | Squadra                 | Motocicletta       | Giri | Griglia |
| -- | --------------- | ----------------------- | ------------------ | ---- | ------- |
| 46 | Valentino Rossi | Ducati Team             | Ducati Desmosedici | 29   | 10      |
| 11 | Ben Spies       | Yamaha Factory Racing   | Yamaha YZR-M1      | 21   | 4       |
| 77 | James Ellison   | Paul Bird Motorsport    | ART                | 19   | 21      |
| 9  | Danilo Petrucci | Came IodaRacing Project | Ioda               | 18   | 19      |
| 54 | Mattia Pasini   | Speed Master            | ART                | 11   | 18      |
| 24 | Toni Elías      | Pramac Racing           | Ducati Desmosedici | 1    | 17      |
| 51 | Michele Pirro   | San Carlo Honda Gresini | FTR                | 0    | 16      |

### Non qualificato
| Nº | Pilota     | Squadra            | Motocicletta |
| -- | ---------- | ------------------ | ------------ |
| 15 | Steve Rapp | Attack Performance | APR          |